# 斯芬克斯山
72°21′S 31°15′E / 72.350°S 31.250°E
斯芬克斯山是南極洲的山峰，位於東部南極洲的毛德皇后地，處於比利時山脈以北17公里，海拔高度2,200米，該山峰由比利時的探險隊發現。